# Lamine Ghezali
Lamine Ghezali (Lagny-sur-Marne, 6 luglio 1999) è un calciatore francese, attaccante dell'UTA Arad.

## Caratteristiche tecniche
È un'ala destra.

## Carriera
Cresciuto nel settore giovanile del Saint-Étienne, ha esordito in prima squadra il 23 aprile 2017 disputando l'incontro di Ligue 1 pareggiato 1-1 contro il Rennes.
Il 16 marzo 2019 ha trovato la prima rete fra i professionisti, segnando all'85' il gol del momentaneo 4-0 nella sfida vinta 5-0 contro il Caen.

## Statistiche
Statistiche aggiornate all'11 maggio 2019.

### Presenze e reti nei club
| Stagione        | Squadra         | Campionato      | Campionato | Campionato | Coppe nazionali | Coppe nazionali | Coppe nazionali | Coppe continentali | Coppe continentali | Coppe continentali | Altre coppe | Altre coppe | Altre coppe | Totale | Totale | Totale |
| Stagione        | Squadra         | Comp            | Pres       | Reti       | Comp            | Pres            | Reti            | Comp               | Pres               | Reti               | Comp        | Pres        | Reti        | Pres   | Reti   |        |
| --------------- | --------------- | --------------- | ---------- | ---------- | --------------- | --------------- | --------------- | ------------------ | ------------------ | ------------------ | ----------- | ----------- | ----------- | ------ | ------ | ------ |
| 2015-2016       | Saint-Étienne 2 | CFA2            | 7          | 0          |                 | -               | -               |                    | -                  | -                  |             | -           | -           | 7      | 0      |        |
| 2016-2017       | Saint-Étienne 2 | CFA2            | 9          | 2          |                 | -               | -               |                    | -                  | -                  |             | -           | -           | 9      | 2      |        |
| 2017-2018       | Saint-Étienne 2 | N3              | 7          | 3          |                 | -               | -               |                    | -                  | -                  |             | -           | -           | 7      | 3      |        |
| 2018-2019       | Saint-Étienne 2 | N2              | 17         | 3          |                 | -               | -               |                    | -                  | -                  |             | -           | -           | 17     | 3      |        |
| 2016-2017       | Saint-Étienne   | L1              | 1          | 0          | CF+CdL          | 0               | 0               |                    | -                  | -                  |             | -           | -           | 1      | 0      |        |
| 2018-2019       | Saint-Étienne   | L1              | 4          | 1          | CF+CdL          | 0               | 0               |                    | -                  | -                  |             | -           | -           | 4      | 1      |        |
| Totale carriera | Totale carriera | Totale carriera | 45         | 9          |                 | 0               | 0               |                    | -                  | -                  |             | -           | -           | 45     | 9      |        |